# Onalaska (Waszyngton)
Onalaska – jednostka osadnicza w Stanach Zjednoczonych, w stanie Waszyngton, w hrabstwie Lewis.